# Incident Hanaoka
L'Incident de Hanaoka fa referència a la repressió violenta de les autoritats japoneses amb la col·laboració de la població civil de l'intent de fugida de treballadors xinesos i coreans que eren objecte d'explotació laboral en règim de pràctic esclavatge. Els fets es van saber gràcies a l'accés als arxius dels Estats Units d'Amèrica.

## Els fets
Hanaoka, es troba a prop de la ciutat d'Odate (prefectura d'Akita) al nord-oest de l'illa d'Honsu. Avui és un barri d'Odate.
El 1942 el gabinet de Hideki Tojo va obligar milers de xinesos a treballs forçats al Japó (mineria, embassaments, agricultura....). A coreans, que formaven part de l'imperi també els va passar el mateix però en teoria rebien un tracte més benèvol. Es van repartir en uns 135 llocs d'aquest país. L'èxercit cobrava diners per facilitar mà d'obra a les empreses.
La nit del 30 de juny del 1945, quan faltava molt poc per acabar la Segona Guerra Mundial, uns 800 treballadors xinesos del camp que administrava l'empresa constructora Kajima Gumi (que a la vegada proporcionava mà d'obra a la minera Dowa) es van escapar a les muntanyes. La intenció era reunir-se amb occidentals (nord-americans i australians que estaven presoners en un lloc proper) i fugir tots junts en un vaixell proper cap Hokkaido que creien que els japonesos l'havien perduda. Els qui volien detenir-los deien que “caçaven conills”. Els van obligar a estar de genolls davant l'ajuntament sense beure ni menjar durant tres dies. Desenes de capturats van ser torturats fins a morir.
Aquest cas segurament hauria quedat desapercebut si els ocupants, per casualitat, no haguessin descobert a empleats de Kajima Gumi intentant dissimular proves sobre el que havia passat. Presoners de la presó d'Akita van declarar contra els seus caps, que van ser jutjats per crims de guerra.
El 1995, 11 xinesos van presentar una demanda contra Kajima, una empresa japonesa, perquè era l'hereva de l'empresa Kajima-gumi. El xinesos forçats a treballar van ser 982. Finalment, amb una batalla legal de cinc anys, Kajima i els demandants van arribar a un acord al Tribunal Superior de Tòquio el novembre de 2000, amb el qual Kajima es comprometia a crear un Fons de compensació amb 500 milions de iens.